# Wegkreuz (Premich, Kirchstraße)

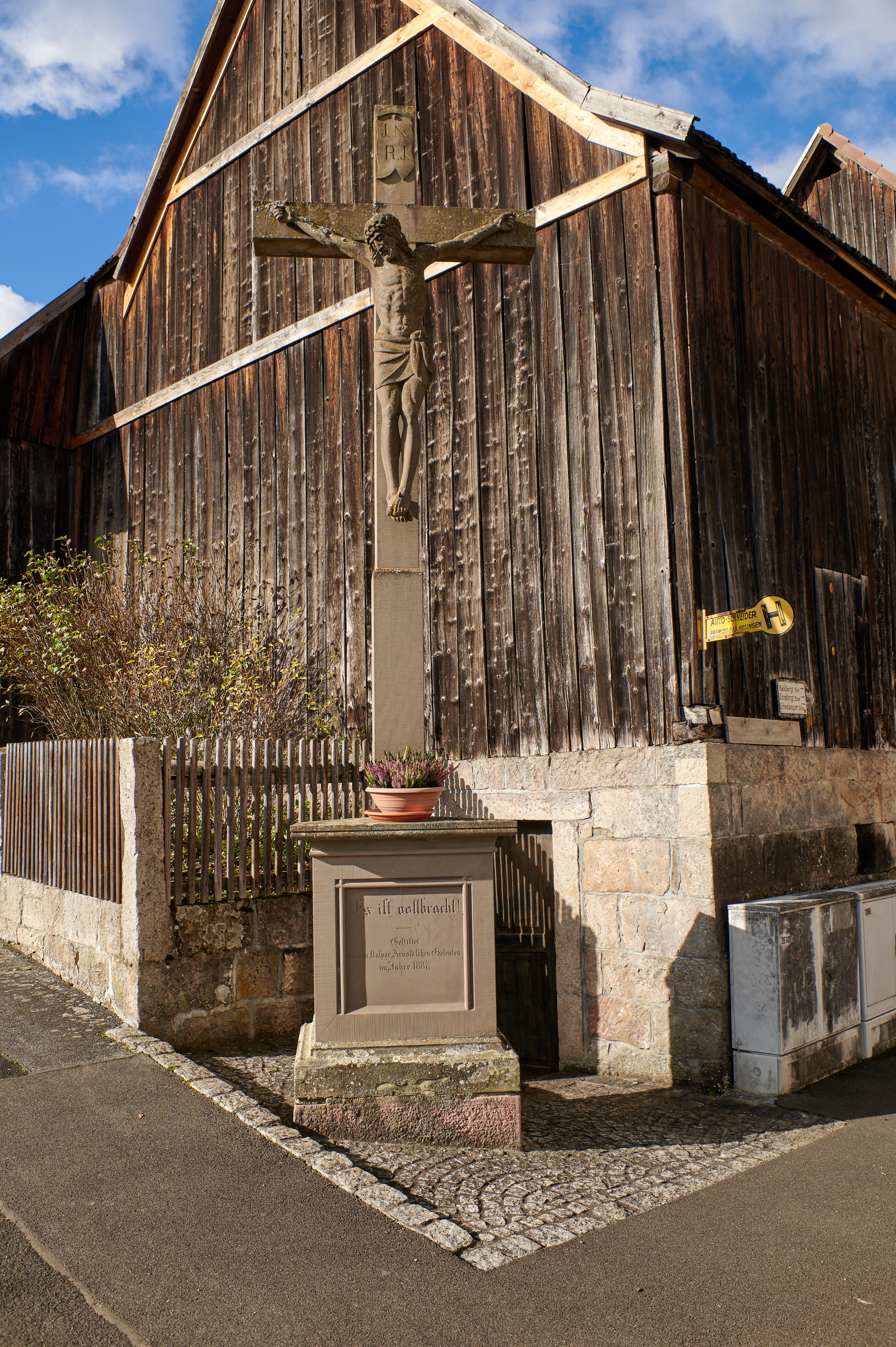
Wegkreuz in Premich, Kirchstraße

Das Wegkreuz Kirchstraße befindet sich in Premich, einem Gemeindeteil des Marktes Burkardroth im unterfränkischen Landkreis Bad Kissingen in der Kirchstraße.
Das Wegkreuz gehört zu den Baudenkmälern von Burkardroth und ist unter der Nummer D-6-72-117-136 in der Bayerischen Denkmalliste registriert.

## Beschreibung
Das Wegkreuz besteht aus gelbem Sandstein und entstand im Jahr 1887.
Der Sockel ist 140 cm hoch (135 cm + 5 cm; dachförmige Aufbauchung). Die Bodenplatte hat die Abmessungen 105 cm × ungefähr 100 cm und eine Höhe von unten 20 cm, dann ein einziehendes Profil aus Schräge, Kehle, Wulst und Kehle (10 cm). Darauf befindet sich ein 89 cm hohes Sockelprisma mit den Abmessungen 86 cm × 98 cm, darauf eine profilierte und auskragende Abschlussplatte aus kleiner Platte (2 cm), Kehle (5 cm), Wulst (4 cm), Furche und Platte (5 cm). Die Abschlussplatte hat eine Länge von 106 cm und eine Breite von 98 cm.
Auf der Schauseite befindet sich eine 68 cm × 68 cm große Inschrifttafel mit einer Inschrift in gotischer Schrift:

„Es ist vollbracht!

Gestiftet

von den Kaspar Arnold’schen Eheleuten

im Jahre 1887.“